# شوک بطری
شوک بطری (به انگلیسی: Bottle Shock) فیلمی محصول سال ۲۰۰۸ و به کارگردانی رندال میلر است. در این فیلم بازیگرانی همچون آلن ریکمن، کریس پاین، بیل پولمن، ریچل تیلور، فردی رودریگز، الیزا دوشکو، دنیس فارینا، برادلی وایتفورد، میگل ساندووال، جو رگالبوتو، مری پت گلیسون و رندال میلر ایفای نقش کرده‌اند.

## داستان
استیون اسپورر، ساقی حرفه‌ای و صاحب یک فروشگاه شراب در پاریس، که اصالتاً بریتانیایی است، هر روز با موریس، عاشق شرابی از میلواکی و تنها مشتری دائمی‌اش، دربارهٔ نجات کسب‌وکارش گفت‌وگو می‌کند. او نقشه‌ای می‌کشد تا با برگزاری یک آزمون کور مزه‌سنجی، شراب‌های باکیفیت مناطق دیگر جهان را به پاریسی‌ها معرفی کند.
اسپورر به |درهٔ نَپا ــ که در آن زمان هنوز مشهور نشده بود ــ سفر می‌کند تا شرکت‌کننده‌هایی برای آزمون معروف داوری پاریس پیدا کند. او به‌طور اتفاقی با جیم برت، بنیان‌گذار شراب‌سازی شاتو مونتِلِنا آشنا می‌شود. برت تمایلی به شرکت در آزمون ندارد، چون فکر می‌کند این مسابقه نقشه‌ای از سوی فرانسوی‌ها برای تحقیر شراب‌سازان دنیای جدید است. با این حال، پسرش بو برت، پنهانی چند بطری از شراب سفید شاردونه شاتو را به اسپورر می‌دهد.
در همین زمان، یک دانشجوی فارغ‌التحصیل به نام «سم فولتون» که سرزنده و خارج از عرف است، برای کارآموزی به شاتو مونتلنا می‌آید و بلافاصله مشغول به کار می‌شود، درحالی‌که هم‌زمان توجه بو و ناظر مزرعه، گوستاوو برامبیلا، را نیز به خود جلب می‌کند.
در اثر روش‌های کاهشی در فرایند شراب‌سازی (یعنی کاهش یا حذف اکسیژن)، رنگ شاردونه‌ها در بطری‌ها قهوه‌ای شده و برت پدر دستور می‌دهد کل محصول همان سال دور ریخته شود. اما بو متوجه می‌شود که این تغییر رنگ موقتی است و به‌سرعت به خانه برمی‌گردد. در راه برگشت به شاتو مونتلنا، بنزین کامیون تمام می‌شود و او و سم ناچارند کسی را پیدا کنند که کمکشان کند. پس از چند تلاش نافرجام از سوی بو، سم دست‌به‌کار می‌شود و با نشان دادن سینه‌هایش باعث می‌شود یک راننده (که پلیس از آب درمی‌آید) توقف کند. با این‌که ممکن بود به‌خاطر بی‌حیایی بازداشت شود، پلیس قبول می‌کند به آن‌ها کمک کند. در نهایت، به لطف مالک یک بار محلی به نام جو که بطری‌ها را در راه محل دفع زباله‌ها متوقف کرده بود تا شیشه‌ها را بازیافت کند، محصول بازیابی می‌شود.
از بو خواسته می‌شود که برای نمایندگی شراب‌سازان درهٔ ناپا به پاریس سفر کند. پس از جمع‌آوری امتیازهای هشت داور فرانسوی، اسپورر با شگفتی درمی‌یابد که شاردونهٔ شاتو مونتلنا برندهٔ مسابقه شده است.
گزارش این رویداد در مجلهٔ تایم منتشر می‌شود؛ رستوران‌ها و فروشگاه‌های شراب در سراسر آمریکا پی‌درپی برای شراب شاردونهٔ ۱۹۷۳ شاتو مونتلنا درخواست می‌گیرند و ناچارند اعتراف کنند که آن را ندارند. این چرخش سرنوشت و بیداری ناگهانی ذائقه‌ای، نه‌تنها آیندهٔ شراب‌سازی درهٔ نپا را متحول می‌کند، بلکه صنعت جهانی شراب را نیز دگرگون می‌سازد، چراکه نشان می‌دهد شراب‌های فرانسوی لزوماً شکست‌ناپذیر نیستند.
در پایان، آیندهٔ شخصیت‌ها روشن می‌شود: جیم برت تا دههٔ هشتاد زندگی‌اش به شراب‌سازی ادامه می‌دهد، گرچه اکنون ادارهٔ کارخانه با بو است. یک بطری از شاردونهٔ ۱۹۷۳ شاتو مونتلنا و یک بطری کابرنه سووینیون ۱۹۷۳ از استگس لیپ ــ که هر دو در همان مسابقه برنده شده بودند ــ در اسمیتسونیَن به نمایش گذاشته شده‌اند. در سال ۲۰۰۶، سی سال پس از مسابقهٔ اول، اسپورر دوباره چنین رقابتی برگزار کرد، این بار با اطمینان کامل از پیروزی شراب فرانسه. اما بار دیگر شراب کالیفرنیا پیروز شد.